# Nando Bonini
 (mai 2024).
Pour les articles homonymes, voir Bonini.
Nando Bonini (né en décembre 1958 à Milan) est un guitariste et compositeur italien. 

## Biographie
Depuis 1993, il collabore avec Vasco Rossi,,. Il a également collaboré — entre autres — avec Righeira et Edoardo Bennato, Alberto Fortis, Skiantos, Sabrina Salerno, Le Cacao Meravigliao, Marco Conidi, Paul Diamond, et Ronnie Jones. Il commence à jouer de la musique à l'âge de 6 ans, et à 10 ans, il forme son premier trio de rock, Boa, puis à partir de là une longue liste de formations, notamment dans le groupe Rockabilly Rebels de Bryan Kazzaniga. Après son service militaire, il fait de sa passion pour la guitare et la musique un métier, puis se fait rapidement remarquer par de nombreux musiciens, d'abord italiens, puis étrangers. Au début des années 1990, il entame une collaboration intense avec Vasco Rossi, qui consiste en l'enregistrement d'albums entre 1993 et 2005, et pendant les tournées du rocker émilien entre 1993 et 1996. Il a aussi rejoint l'Ordre franciscain séculier.
Des collaborations artistiques se poursuivent dans les années 2010, notamment avec Vasco Rossi, mais uniquement pour la production d'albums et non plus pour des tournées. Il est engagé dans une série de récitals religieux et de comédies musicales au théâtre, en collaboration avec la compagnie théâtrale In Cammino per Betlemme. Les productions discographiques sont publiées par Marna, un petit label discographique indépendant basé dans la province de Lecco.

### Comédies musicales
En 2006 est produit Maddalena, un spectacle qui raconte l'histoire de la conversion de Marie Madeleine (italien : Marie de Magdala), la femme qui, dans les Évangiles, est d'abord d'abord décrite comme la femme possédée par sept démons, mais qui se retrouve ensuite au pied de la croix et à qui Jésus a confié la tâche d'annoncer sa résurrection. En 2007, Medjugorj est réalisé. Beats a Special Heart, une comédie musicale qui veut faire réfléchir les gens sur la foi chrétienne d'une manière simple, une invitation à la conversion et à la prière. Le spectacle n'est pas l'histoire chronologique des événements de Medjugorje, ce n'est pas l'histoire d'événements surnaturels, mais c'est l'histoire continue de tant de prières et de tant de conversions qui ont impliqué des millions de personnes depuis 1981. Medjugorje en tant que lieu physique et spirituel de prière et de conversion.
En 2008, il propose une autre comédie musicale : Bread and Paradise, inspirée de la vie et de l'œuvre de Luigi Guanella (octobre 2008).

### Musique électronique
Depuis le début des années 1990, Nando est chanteur, choriste, auteur, arrangeur et producteur dans divers projets musicaux dans les genres Italo disco et Eurobeat. Ce dernier genre est notamment produit en Italie pour être exporté au Japon, où il est très populaire grâce à ses rythmes rapides et ses sons synthétiques. Grâce à l'Eurobeat, les noms de Nando Bonini et de nombreux autres chanteurs italiens sont désormais connus du public japonais.
Parmi les projets de musique électronique à succès, citons : Tension, Stop Limit Line, Maio & Co, Mike Hammer and Big Band (pour Time Records) et Mako, Man Power et Nando (pour Delta).

### Guitariste
En 2012, l'édition spéciale de Tatanaakoo, le projet de CD que Nando Bonini réalise en 1996 pendant les pauses de la tournée Nessun Pericolo per te de Vasco Rossi, est mise en ligne. Le trio de power rock, outre Nando à la guitare, comprend Deen Castronovo à la batterie, un musicien américain qui a collaboré avec divers artistes, dont Steve Vai, Bad English, Ozzy Osbourne, Joey Tafolla, et actuellement avec Journey. À la basse, Lorenzo Poli, qui a collaboré à plusieurs reprises à des productions italiennes (Renato Zero, Enrico Ruggeri, Vasco Rossi, Biagio Antonacci) et qui joue dans l'orchestre de Sanremo depuis quelques années. L'idée de mettre Tatanaakoo en ligne est née des nombreuses demandes des amateurs de rock instrumental.

## Discographie
- 2024 : Back to the Blues[9].